# Gitz Rice

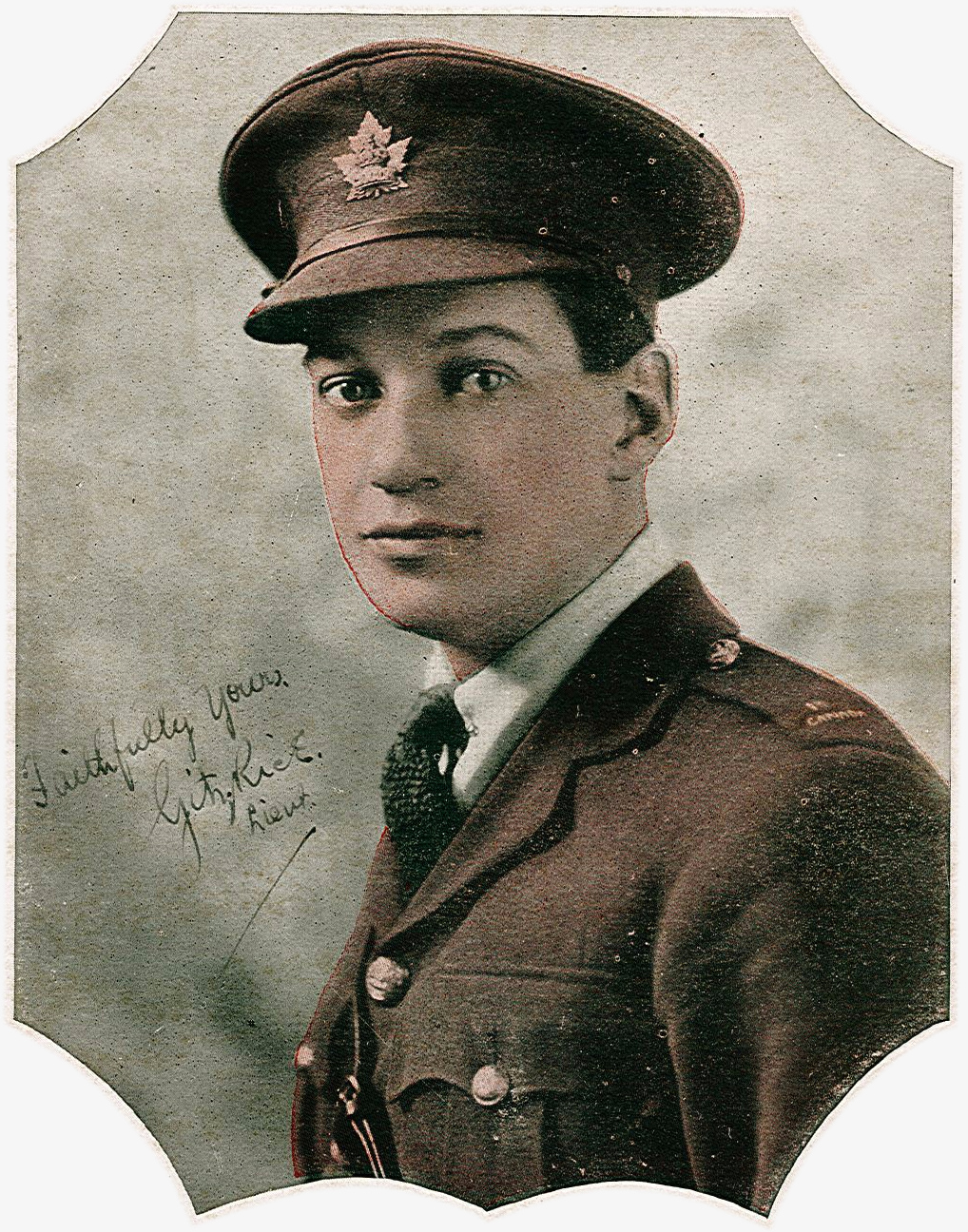
Gitz Rice im Jahr 1918

Gitz Ingraham Rice (* 5. März 1891 in New Glasgow; † 16. Oktober 1947 in New York City) war ein kanadischer Sänger, Komponist, Pianist und Entertainer.
Rice studierte am McGill Conservatory und trat mit Ausbruch des Ersten Weltkrieges in die kanadische Armee ein. Er nahm an verschiedenen Schlachten teil und spielte gelegentlich Klavier bei der Princess Patricia's Canadian Light Infantry Comedy Company, einer Gruppe, die zur Unterhaltung der Truppen während der Kampfpausen an der Front eingesetzt wurde. Nach einer Verwundung 1917 wurde er als officer-in-charge für die musikalische Unterhaltung der Truppe eingesetzt.
Er komponierte in dieser Zeit Songs wie Keep Your Head Down, Fritzie Boy und We Stopped Them at the Marne (erschienen bei Leo Feist, 1918), On the Road that Leads Back Home (Ricordi 1918),  Some Day I'll Come Back to You, Burmah Moon, Life in a Trench in Belgium und Fun in Flanders (von Henry Burr aufgenommen) und als seinen größten Erfolg Dear Old Pal of Mine, ein Song, den John McCormack zu seiner Erkennungsmelodie machte.
Nach dem Krieg arbeitete Rice weiter als Komponist und Songwriter und tourte mit verschiedenen Vaudeville-Gruppen. Mit Bentley Collingwood Hilliam komponierte er 1921 die Musik zu dem Musical Princess Virtue, das jedoch nur zwei Wochen lang lief. 1925 trat er Frank Croxtons Peerless Entertainers in New York bei. 1926 komponierte er mit Werner Janssen ein zweites Musical Nic Nax of 1926, in dem er selbst auftrat. Ende der 1920er Jahre nahm er mehrere Klavierrollen für Ampico auf.
Die Kenntnisse über Rices weiters Leben sind lückenhaft. Bekannt ist, dass er in den 1940er Jahren als Sänger und Pianist im Maples Inn in Lakeside auftrat. Im Zweiten Weltkrieg war er erneut als Entertainer für die kanadischen Truppen an der Front aktiv.